# Gambarie

Gambarie (Gambàrî in reggino) est une frazione de la commune de Santo Stefano in Aspromonte, dans la province de Reggio de Calabre.

## Description

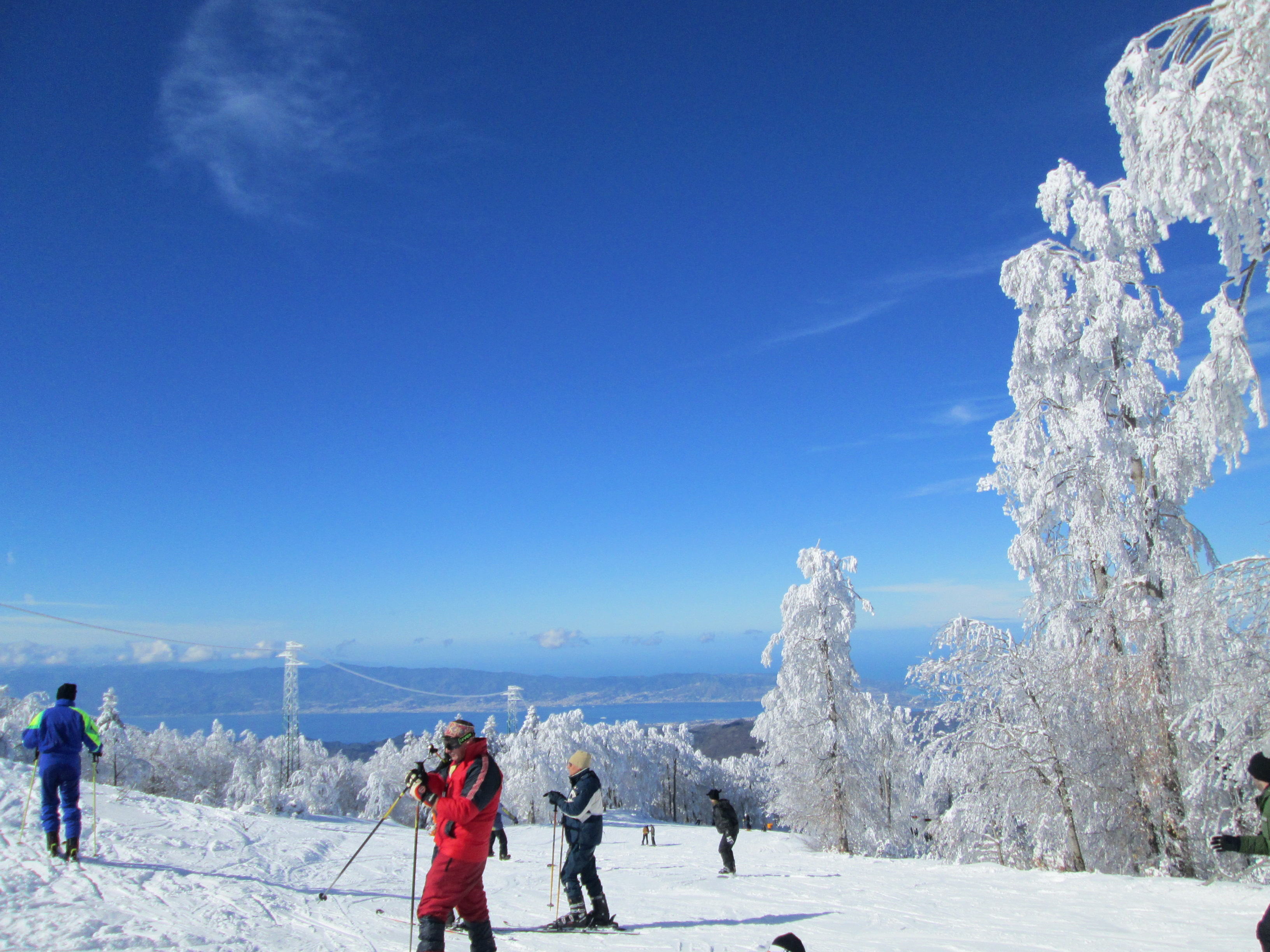
A Gambarie on skie en voyant le Detroit de Messine

Gambarie est un petit village de montagne, situé à 1 350 m d'altitude, au cœur du Parc national de l'Aspromonte, à 35 km de Reggio de Calabre, l'une des plus importantes zones protégées de l'Italie. C'est un important centre touristique, réputé pour ses sentiers et son fantastique panorama (on peut voir le Detroit de Messine, sur lequel il est situé, les îles Éoliennes et l'Etna et ), considéré comme la plus importante station d'hiver du sud de l'Italie.

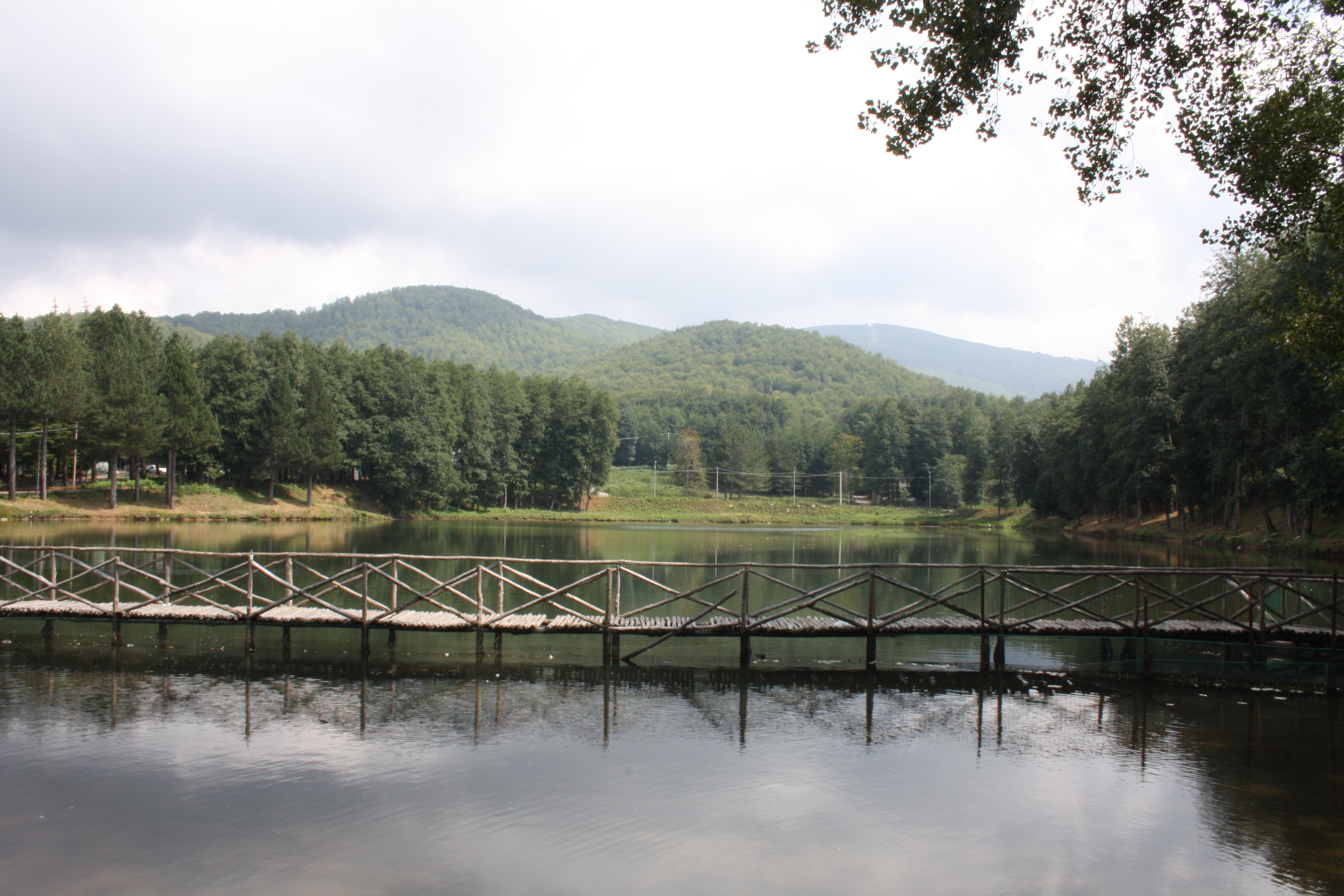
le lac Rumia proche de Gambarie

A 7 kilomètres,  Cippo de Garibaldi : au pied d un arbre,  lieu où fut déposé momentanément Giuseppe Garibaldi lorsqu'il fut blessé à la jambe lors de la bataille de l' Aspromonte par l expédition des Milles.   